# Yahia Saadi
Pour les articles homonymes, voir Saadi (homonymie).
Yahia Saadi (en arabe : يحيى سعدي ; né le 10 décembre 1922 à Belcourt et mort en 2006) est un ancien joueur et entraîneur algérien de football.

## Biographie

### Carrière de joueur
Yahia Saadi est né le 10 décembre 1922 à Belcourt. Il a commencé sa carrière à 15 ans en tant que cadet au club Red Star, où il est resté jusqu’à 1952, Il est l’un de ceux qui ont pensé a fusionner le Widad de Belcourt (fondé en 1947) avec l’Athlétique de Belcourt (fondé en 1950),.

### Carrière d'entraîneur
Entre 1948 et 1952, Il était toujours joueur dans le club Red Star et entraîneur du Widad de Belcourt.1948entr joueur usmmc
Entre 1962 et 1963 il entraîne le CRB, puis l’équipe nationale juniord’Algérie, ou il a découvert des joueurs comme Salmi, Salhi,bouzemboua, Kaoua, Fellahi, Hankouch.il a remporté trois tournois en France plus le fameux match contre Allemagne à Oran 1965
Saadi a gagné trois titres : avec l’équipe nationale de police il remporte la coupe maghrébine a Alger en 1967. Il remporte le même titre deux autres fois en 1970 a Tripoli, et 1973 a avec des grands joueur tel que Moha lalmas kalem amirouche, betrouni atoui zezaf, saadi amar
Tanger,.